# 伊福部達
伊福部 達（いふくべ とおる、1946年（昭和21年）3月18日 - ）は、日本の工学者。東京大学名誉教授、北海道大学名誉教授。音響学と電子工学・医療工学の境界分野で活躍している。北海道沙流郡平取町の二風谷にあるマンロー邸出身。作曲家の伊福部昭は叔父にあたる。実父の宗夫は元北海学園大学教授、工学博士。
ポーランドの文化人類学者ブロニスワフ・ピウスツキの録音した樺太アイヌの音楽が入った蝋管の再生技術の研究がNHKで取り上げられ、レーザー再生機の開発も行っている。テレビ各局で使用されている緊急地震速報音（チャイム）の作成者でもある。

## 略歴
- 1969年（昭和44年） - 北海道大学工学部電子工学科卒業[2]
- 1971年（昭和46年） - 北海道大学大学院修士課程修了[2]。同大応用電気研究所助手
- 1978年（昭和53年） - 工学博士（北海道大学、学位論文『触覚による聴覚代行の生態工学的研究』）[2]
- 1984年（昭和59年） - アメリカ合衆国スタンフォード大学客員助教授[2]
- 1989年（平成元年） - 北海道大学応用電気研究所教授[2]
- 2002年（平成14年） - 同大学退官、東京大学先端科学技術研究センター教授[2]
- 2007年（平成19年） - 同大学定年、同先端科学技術研究センター特任教授、北海道大学名誉教授[2]
- 2012年（平成24年） - 日本バーチャルリアリティ学会会長
- 2014年（平成26年） - 東京大学名誉教授[2]、第68回北海道新聞文化賞受賞[4]
- 2019年（平成31年） - 第70回NHK放送文化賞受賞[5]

## エピソード
緊急地震速報のチャイム音考案においては、叔父の昭が作曲した『シンフォニア・タプカーラ』の第3楽章を参考にした案が速報音に採用された。同じく昭の作品であるゴジラのテーマも一時検討された。
指導学生にビー・ユー・ジー創業者の服部裕之など。

## 出演番組
- 「ユーカラ沈黙の80年 樺太アイヌ蝋管秘話」（NHK総合、1984年（昭和59年）6月26日放送）
- 「過ぎし日のブラームス 没後100年に聴く幻のピアノ録音」（北海道放送制作、1997年（平成9年）8月31日放送）

## 著書
- 『脳科学と芸術』(共著) 工作舎 2008年（平成20年） ISBN 978-4-87502-414-9
- 『福祉工学の挑戦 : 身体機能を支援する科学とビジネス (中公新書) 』中央公論新社、2004年
- 『人工現実感の評価』培風館、2000年
- 『音の福祉工学』コロナ社、1997年
- 『音声タイプライタの設計』CQ出版、1983年 doi:10.11501/12600040
- 「福祉工学への招待: ヒトの潜在能力を生かすモノづくり (叢書・知を究める)」ミネルヴァ書房 2014年8月10日